# Lophorrhachia ustipennis
Lophorrhachia ustipennis är en fjärilsart som beskrevs av W. Warren 1898. Lophorrhachia ustipennis ingår i släktet Lophorrhachia och familjen mätare. Inga underarter finns listade i Catalogue of Life.